# Maison de Paternò
La Maison de Moncada de Paternò est une branche de la Maison de Moncada, une grande famille originaire d’Aragon, et basée en Sicile. Ses membres étaient à la tête de la principauté de Paternò, dont ils tirent leur nom "Moncada de Paternò". Cette branche des la Maison de Moncada ne doit pas être confondue avec la Maison de Paternò, une autre famille princière sicilienne et  branche cadette de la Maison de Barcelone. 

## Généalogie
Bien que la lignée Moncada soit d’origine catalane, selon la tradition, elle descend d’Otger, un comte de Gérone issu de la Maison de Bavière, qui fut gouverneur des rois francs en Aquitaine et qui, luttant contre les musulmans, passa en Catalogne.
- Guillen Ramón I de Moncada (†1328),  seigneur de Fraga, épousa Lucia de Alagón.
- Guillen Ramon II de Moncada (†1348),  comte d’Agosta, du Cercle de Fadrique de Sicile, fut décoré par le roi en 1343. Il épousa Margaret Sclafani, la fille du comte d’Esclafana et d’Adernò, ajoutant ces titres à sa maison.
- Mateo de Moncada, comte d’Adernó, Agosta et Esclafana, épousa Juana de Peralta, la fille du comte de Caltabellotta, ajoutant le titre à la maison. Il avait des fiefs en Grèce et luttait contre les dissidents siciliens.
- Guillen Ramon III de Moncada (†1398), hérite des titres de son père et collabore avec Alphonse V à la conquête de la Sicile et de Naples. Père de Juan de Moncada, comte d’Adernò et de Matteo de Moncada, comte d’Agosta. Deux branches qui sont réunies avec le VI comte d’Adernò.
- Juan de Moncada (†1452),  comte d’Adernó, marié en 1455 à la baronne Andreana Sfenollar.
- Guillen Ramón V Moncada (†1466),  était capitaine de Caltagirón et en 1462 capitaine à Catane, combattant contre les rebelles, au service de Ferdinand Ier.

### Princes de Paternò en Espagne
- Francisco I de Moncada y Luna (†1566),  I prince de Paternò en Espagne par concession de Philippe II le 8 avril 1565, était capitaine général en Sicile, où il persécutait les dissidents politiques. En récompense du service, il a reçu en Espagne le titre de prince de Paternó, sans le changer pour un marquisat, comme d’habitude. Il épouse Catherine Pignatelli en 1532.
- César de Moncada y Pignatelli (†1571),  II prince de Paternò, capitaine général et vicaire de Sicile, épousa Maria de la Cerda, fille des ducs de Medinaceli, avec qui il eut un fils, Francisco, qui sera III prince. Devenu veuf, il épousa Luisa de Luna, III duchesse de Bivona, qui avait été mariée à Antonio de Aragón y Cardona, III duc de Montalto, et avec qui il avait eu une fille, nommée Maria d’Aragon, qui succéda à son père en tant que V duchesse de Montalto et héritière du duché de Bivona. César, II prince de Paternò, épousa en 1560 son fils François, futur prince III, avec sa belle-sœur Marie d’Aragon, avec l’intention que les maisons de Paternò, Montalto et Bivona soient unies à ses descendants, tel qu’il était. En outre, César acheta un nouveau palais à Palerme, embellit San Miniano et fonda à Caltanissetta le Collège des Jésuites, le Couvent des Capucins et l’Hôpital de San Juan de Dios.
- Francisco II de Moncada y de la Cerda, III prince de Paternò, épousa en 1560 María de Aragón y Luna, V duchesse de Montalto, unissant la maison de Montalto, Bivona et celle de Paternò ses descendants, comme indiqué ci-dessus. Les capitulations du mariage ont établi que son fils premier-né devait être titré duc de Montalto, avec le nom de famille « d’Aragon », tandis que son petit-fils devait le faire avec le titre de prince de Paternò, avec le nom de famille « de Moncada » et ainsi de suite et alternativement de père en fils.
- Antonio de Moncada y Aragón (†1631),  appelé domestiquement « Antonio de Aragón y Moncada » en observance des capitulations de mariage de ses parents, IV Prince de Paternó, VI Duc de Montalto, IV Duc de Bivona, marié Juana de la Cerda, de la Maison de Medinaceli.
- Luis Guillermo de Moncada y de la Cerda (Collesano 1614-Madrid 1672),  appelé domestiquement « Luis Guillermo de Moncada y Aragón » en observance des capitulations de mariage de ses grands-parents, V Prince de Paternó, second-né le IV prince, son frère aîné est mort avant d’atteindre l’âge adulte, a hérité de son père les titres de noblesse en 1631. Il se maria deux fois : la première en 1629 avec María Enríquez Afán de Ribera (†1638), plus tard duchesse d’Alcalá, sans descendance et la seconde avec Catalina de Moncada († 1660), fille du marquis d’Aytona Francisco de Moncada, avec qui il eut Fernando, qui lui succéda dans ses titres de noblesse.
- Fernando de Moncada y Moncada (†1713),  appelé domestiquement « Fernando de Aragón y Moncada » en observance des capitulations de mariage de ses arrière-grands-parents, VI Prince de Paternó, épousa en 1644 María Teresa Fajardo y Álvarez de Toledo, VII Marquise des Vélez, unissant virtuellement pendant son mariage la maison de Paternò avec la maison des Vélez. La fille du mariage, Catalina de Moncada y Fajardo, qui à la mort de sa mère est devenue la VIII marquise de los Vélez et qui était mariée au VIII marquis de Villafranca del Bierzo, est restée comme son héritière de la principauté de Paternò par disposition testamentaire de son père. Cependant Luigi Guglielmo de Moncada, I duc de San Juan, arrière-petit-fils et descendant d’Antonio de Moncada y Aragón, IV prince de Paternó, par lignée masculine de droit d’aînesse a intenté un procès pour la succession, alléguant la confiance agnatique par voie masculine instituée en 1501 par Juan Tomás de Moncada, I prince de Paternò en Italie, pour laquelle Luigi Guglielmo de Moncada a finalement gagné, étant reconnu par le roi Carlos III, en tant que prince de Paternò et Grand d’Espagne.Malgré les descendants de la VIIIe marquise des Vélez, il conserva en Espagne une partie du patrimoine de la maison de Paternó, comme tapisseries, et une partie des archives familiales, en plus de conserver légalement les autres titres de noblesse de la maison à l’exception de la principauté de Paternò, par un jugement favorable du 26 juin 1797, émis après un jugement initial défavorable de 1780.
- Luigi Guglielmo II de Moncada, VII prince de Paternó (II duc de San Juan, Duca di San Giovanni), arrière-petit-fils du IV prince de Paternò.
- Francesco Rodrigo de Moncada, VIII prince de Paternò, (III duc de San Juan).
- Giovanni Luigi de Moncada, IX prince de Paternò, (IV duc de San Juan).
- Pietro de Moncada, X prince de Paternò, (V duc de San Juan).
- Corrado de Moncada, XI prince de Paternò, (VI duc de San Juan).
- Pietro de Moncada, XII Prince de Paternò, (VII Duc de San Juan).
- Ugo de Moncada, XIIIe prince de Paternò, (VIII duc de San Juan).
- Pietro de Moncada, XIVe prince de Paternò, (IX duc de San Juan).
- Francesco Rodrigo de Moncada, Xe prince de Paternò, (X duc de San Juan).

Certains des derniers princes de Paternò et ducs de San Juan cités dans la liste n’avaient pas leurs titres légalement reconnus en Espagne, de sorte que plusieurs personnes qui s’estimaient y avoir droit ont essayé de les réhabiliter légalement en Espagne, sans succès de la part des requérants.

## Titres et seigneuries
- Principauté de Paternò, de la Moncada;
- Duché de Montalto, de la Maison d’Aragon;
- Duché de Bivona, de la Maison de Luna;
- Marquisat de Calatafimi, de la Moncada;
- le comté de Sclafani, dans le comté de Sclafani;
- Comté d’Adernò, des Sclafani;
- Comté de Collesano, de los Cardona;
- le comté de Caltabellotta, dans les Peraltas;
- Comté de Caltanissetta, Moncada
- Comté de Caltavuturo, du Rosso;
- Baronnie de Centorvi, des Sclafani;
- Baronnie de Biancavilla, du Rosso?;
- Seigneurie des Deux Pretralias (Petralia Soprana et Petralia Sottana), des Cardona.